# 楊得禮
楊得禮，字嘉甫，湖廣應城人，明朝政治人物。

## 生平
洪武十八年（1385年）乙丑科進士，授户部主事，调工部营缮郎中，迁陕西参议，升参政，卒于任内。

## 家族
有元孙杨绍芳、杨继方。